# Asian Championship Division 3 2004
El Asian Championship Division 3 de 2004 fue la primera edición del torneo de tercera división organizado por la federación asiática (AR).
El campeonato se disputó en Hong Kong.

## Equipos participantes
- Selección de rugby de China
- Selección de rugby de India
- Selección de rugby de Pakistán
- Selección de rugby de Sri Lanka

## Desarrollo

### Semifinales
| 27 de octubre | China | 50 - 15 | India |  |  |

| 27 de octubre | Sri Lanka | 75 - 3 | Pakistán |  |  |

### Tercer puesto
| 30 de octubre | India | 56 - 3 | Pakistán |  |  |

### Final
| 30 de octubre | China | 30 - 16 | Sri Lanka |  |  |

| Bandera de la República Popular China |
| Campeón de la División 3 China        |
| Primer título                         |